# Битка за Грчку
Битка за Грчку (7. април – 30. април 1941), кодног назива Операција Марита је наставак грчко-италијанског рата и име за немачку инвазију Грчке. Напад на Грчку је део шире Балканске кампање у Другом светском рату. Битка за Грчку се завршила победом Сила осовине и окупацијом региона.

## Битка
Истовремено са нападом на Југославију 6. априла 1941, немачке снаге започеле су операције и у Грчкој. Грчки граничари су на самој граници пружили краткотрајан али снажан отпор а касније су се, под борбом, повукли на утврђене положаје Метаксасове линије. Иако су биле надмоћније, немачке јединице првог дана нису забележиле већи успех и значајније резултате јер су грчке јединице одбраниле све своје положаје. Међутим, предвече, 6. априла, положај грчких јединица се нагло погоршао. На западним падинама планине Беласице немачка Шеста брдска дивизија потиснула је југословенске јединице долином Струмице па су немачке јединице без проблема упале у долину Бутковске реке. Истовремено предњи јуришни одреди немачке Друге оклопне дивизије су, наступајући преко југословенских положаја, избиле западно од Дојранског језера, угрожавајући тиме угрожен цео грчки борбени положај на Метаксасовој утврђеној линији.
Ујутро, 7. априла, уз снажну артиљеријску, тенковску и ваздушну подршку немачке јединице су кренуле у напад, али опет без значајнијих успеха, јер нису заузеле ниједно значајније утврђење Метаксасове линије. Грчка војска је у прва два дана рата успела да задржи своје одбрамбене положаје источно од Струме, али је ситуација код Дојранског језера постајала све тежа. До 9. априла Грци су храбро и упорно бранили своје положаје на линији источно од планине Беласица где се налазило тежиште немачког напада. Међутим, грчка Источномакедонска армија нашла се у тешком положају када је немачка 2. оклопна дивизија 18. корпуса прешла југословенско-грчку границу, заобишла леви бок грчких јединица и 9. априла у 07.00 часова заузела град Солун. Одсечене грчке јединице источно од реке Вардар предале су се истог дана око 13.00 часова.
Следећих дана немачке јединице нападају грчко-британске јединице у западној грчкој Македонији. Немачки 18. и 40. корпус имају за циљ да брзим продорима онемогуће повлачење грчке војске из Албаније и организовање нове грчке линије одбране Олимп – Смоликас – грчко-албанска граница. Претходнице ових немачких корпуса 10. априла су заузеле град Флорину и тако испуниле задатак да онемогуће организовање грчке одбране на Олимпу. Грчка Западномакедонска и Епирска армија 7. априла кренуле су у напад према Албанији, али су се због дубоких немачких продора на другим секторима повукле на почетне положаје.
Дана 13. априла у напад је кренула 9. италијанска, а 14. априла и 11. италијанска армија са својих положаја у Албанији. Истовремено немачке снаге поступно су свладавале отпор грчко-британских јединица код Олимпа и наставиле напад до избијања у Тесалији. До 21. априла немачко-италијанске јединице наставиле су да концентрисано надиру у намери да опколе и разбију грчко-британске јединице које су и даље пружале отпор. Немачко ваздухопловство снажно је бомбардовало луке у Јонском и Егејском мору, а ловачки авиони стално су тукли грчко-британске колоне. Након што су 19. априла немачке јединице избиле у Тесалију и заузеле град Ларису, а делом јединица наставили према Јанини с намером да пресеку одступницу грчким снагама које су још биле у Епиру.
Енглези, увидевши немогућност даљег ефикасног пружања отпора у Грчкој и забринути због слабе одбране острва Крит, које је својим идеалним положајем омогућавало контролу над источним Средоземљем започели су евакуацију својих јединица из Грчке. То је пољуљало морал грчким војницима и официрима, али су они решили наставе да пружају отпор. Британци су се повукли у ноћи 19. на 20. априла према Термопилима, док су за њима продирале немачке јединице које су без проблема заузеле градове Волос, Фарсалу и Ламију, а у Епиру су немачке снаге избиле пред град Јанину и тако угрозиле одступање грчких јединица које су се невероватно споро повлачиле из Албаније. Након што је у договору са заповедницима 1. и 2. корпуса, заповедник 3. корпуса Колакоглу, сменио команданта Епирске армије генерала Дракоса, без одобрења Врховне команде Конакоглу је почео преговоре са Немцима 21. априла. Тако је 23. априла у Солуну потписана капитулација грчке војске. Истог дана грчки краљ Георг II и влада напустили су Атину и авионом побегли на острво Крит. Након свега тога грчко Врховно заповедништво које није желело да призна капитулацију, прикупило је мањи број лојалних и оданих јединица и све до 30. априла те грчке јединице штитиле су одступницу Британцима који су се убрзано повлачили.

## Крај и последице
Немци су 28. априла заузели Атину и заробили око 8.000 британских војника са комплетним наоружањем и опремом. Следећег дана је заузет и Пелопонез. Грчке јединице су и даље пружале отпор и тако омогућиле Британцима да се све до 1. маја извлаче из Грчке. Од 62.000 британских војника на острво Крит евакуисано је 53.000 војника, док су истовремено Немци заузели сва острва у Егејском мору, а Италијани у Јонском мору. Слабе грчке јединице без ваздушне подршке, без помоћи Британаца и без модернијег наоружања више нису биле у стању да зауставе немачке продоре. Према британским изворима Британци су у грчком рату изгубили 11.840 војника, Немци 5.100 војника а Италијани много више.